# Pour un bébé robot...
Albums de Mama Béa
Faudrait rallumer la lumière dans ce foutu compartiment
(1977) Le Chaos
(1979)
Pour un bébé robot... est le quatrième album de Mama Béa, paru en 1978. Il est très probablement le plus important de sa carrière et celui qui marqua le rock français des années 75-80[réf. souhaitée].
La chanson Ballade pour un bébé robot a reçu en 1979 l'un des trois prix de chanson française remis par l'Académie Charles-Cros.

## Réception
En 2018, le mathématicien et homme politique Cédric Villani et le dessinateur Edmond Baudoin signent une bande dessinée de science-fiction intitulée Ballade pour un bébé robot où la chanson de Mama Béa joue un rôle important.

## Titres
Textes et musiques de Béatrice Tekielski.
| 1. | Faire éclater cette ville | 4:30 |
| 2. | Soleils ?                 | 4:15 |
| 3. | Ta vie t'emmerde          | 4:50 |
| 4. | Les Glycines              | 5:01 |

| 5. | Ballade pour un bébé robot | 9:10 |
| 6. | Le Bistrot                 | 6:46 |
| 7. | La Petite Fille            | 5:50 |

## Musiciens
- Béatrice Tekielski : chant, guitare électrique
- Jean Pierre « Rolling » Azoulay : guitares
- Gilles Tinayre : claviers
- Gérard Levavasseur : basse
- Joe Hammer : batterie
- Luc Heller : percussions, batterie
- Chris Hayward : flûtes
- Laurent Krzewina : saxophones

## Production
- Arrangements : Gilles Tinayre
- Prise de son : P.O.
- Mixage : Christian Gence et Yan More
- Crédits visuels : Patrick Pellerin (photographies), Patrick Sabatier (conception et réalisation de la pochette)